# Szwajcaria na Zimowych Igrzyskach Olimpijskich 1988
Reprezentacja Szwajcarii na Zimowych Igrzyskach Olimpijskich 1988 liczyła 70 zawodników – 56 mężczyzn i 14 kobiet, którzy wystąpili w siedmiu dyscyplinach sportowych. Reprezentanci tego kraju zdobyli łącznie piętnaście medali – po trzy złote, srebrne i brązowe.
Najmłodszym szwajcarskim zawodnikiem podczas ZIO 1988 był Christoph Lehmann (19 lat i 48 dni), a najstarszym – Hans Hiltebrand (43 lat i 40 dni).

## Medaliści
| Medal  | Zawodnicy                                                | Dyscyplina            | Konkurencja                  |
| ------ | -------------------------------------------------------- | --------------------- | ---------------------------- |
| Złoto  | Pirmin Zurbriggen                                        | Narciarstwo alpejskie | Zjazd mężczyzn               |
| Złoto  | Vreni Schneider                                          | Narciarstwo alpejskie | Gigant kobiet                |
| Złoto  | Vreni Schneider                                          | Narciarstwo alpejskie | Slalom kobiet                |
| Złoto  | Ekkehard Fasser Kurt Meier Marcel Fässler Werner Stocker | Bobsleje              | Czwórki mężczyzn             |
| Złoto  | Hippolyt Kempf                                           | Kombinacja norweska   | Gundersen                    |
| Srebro | Peter Müller                                             | Narciarstwo alpejskie | Zjazd mężczyzn               |
| Srebro | Brigitte Oertli                                          | Narciarstwo alpejskie | Zjazd kobiet                 |
| Srebro | Michela Figini                                           | Narciarstwo alpejskie | Supergigant kobiet           |
| Srebro | Brigitte Oertli                                          | Narciarstwo alpejskie | Kombinacja kobiet            |
| Srebro | Andreas Schaad Hippolyt Kempf Fredy Glanzmann            | Kombinacja norweska   | Drużynowo                    |
| Brąz   | Pirmin Zurbriggen                                        | Narciarstwo alpejskie | Gigant mężczyzn              |
| Brąz   | Paul Accola                                              | Narciarstwo alpejskie | Kombinacja mężczyzn          |
| Brąz   | Maria Walliser                                           | Narciarstwo alpejskie | Gigant kobiet                |
| Brąz   | Maria Walliser                                           | Narciarstwo alpejskie | Kombinacja kobiet            |
| Brąz   | Andreas Grünenfelder                                     | Biegi narciarskie     | 50 km stylem dowolnym kobiet |

### Bobsleje
Mężczyźni
- Gustav Weder, Donat Acklin

Dwójki – 4. miejsce
- Hans Hiltebrand, André Kiser

Dwójki – 6. miejsce
- Ekkehard Fasser, Kurt Meier, Marcel Fässler, Werner Stocker

Czwórki – 
- Hans Hiltebrand, Urs Fehlmann, Erwin Fassbind, André Kiser

Czwórki – 9. miejsce

### Biegi narciarskie
Mężczyźni
- Jürg Capol

15 km stylem klasycznym – 22. miejsce
30 km stylem klasycznym – 30. miejsce
- Markus Fähndrich

50 km stylem dowolnym – 35. miejsce
- Andi Grünenfelder

15 km stylem klasycznym – 35. miejsce
30 km stylem klasycznym – DNF
50 km stylem dowolnym – 
- Giachem Guidon

15 km stylem klasycznym – DNF
30 km stylem klasycznym – 13. miejsce
50 km stylem dowolnym – 13. miejsce
- Konrad Hallenbarter

15 km stylem klasycznym – DNF
- Jeremias Wigger

30 km stylem klasycznym – 26. miejsce
50 km stylem dowolnym – 14. miejsce
- Andi Grünenfelder
Jürg Capol
Giachem Guidon
Jeremias Wigger

sztafeta – 4. miejsce
Kobiety
- Christina Gilli-Brügger

5 km stylem klasycznym – 15. miejsce
10 km stylem klasycznym – 18. miejsce
20 km stylem dowolnym – 4. miejsce
- Marianne Irniger

5 km stylem klasycznym – 35. miejsce
10 km stylem klasycznym – 43. miejsce
20 km stylem dowolnym – 30. miejsce
- Evi Kratzer

5 km stylem klasycznym – 14. miejsce
10 km stylem klasycznym – 11. miejsce
20 km stylem dowolnym – 14. miejsce
- Sandra Parpan

10 km stylem klasycznym – 32. miejsce
- Karin Thomas

5 km stylem klasycznym – 40. miejsce
20 km stylem dowolnym – 16. miejsce
- Karin Thomas
Sandra Parpan
Evi Kratzer
Christina Gilli-Brügger

sztafeta – 4. miejsce

### Hokej na lodzie
Mężczyźni
- Olivier Anken, Gaëtan Boucher, Patrice Brasey, Richard Bucher, Urs Burkart, Manuele Celio, Pietro Cunti, Jörg Eberle, Felix Hollenstein, Peter Jaks, Jakob Kölliker, André Künzi, Markus Leuenberger, Fredy Lüthi, Fausto Mazzoleni, Gil Montandon, Philipp Neuenschwander, Andreas Ritsch, Bruno Rogger, Peter Schlagenhauf, Thomas Vrabec, Roman Wäger – 8. miejsce

### Kombinacja norweska
Mężczyźni
- Fredy Glanzmann

Gundersen – 35. miejsce
- Hippolyt Kempf

Gundersen – 
- Andreas Schaad

Gundersen – 5. miejsce
- Stefan Späni

Gundersen – DNF
- Fredy Glanzmann
Hippolyt Kempf
Andreas Schaad

Drużynowo – 

### Łyżwiarstwo figurowe
Mężczyźni
- Oliver Höner

soliści – 12. miejsce
Kobiety
- Stéfanie Schmid

soliści – 15. miejsce

### Narciarstwo alpejskie
Mężczyźni
- Paul Accola

slalom – DNF
kombinacja – 
- Bernhard Fahner

kombinacja – 15. miejsce
- Joël Gaspoz

gigant – 10. miejsce
slalom – DNF
- Martin Hangl

gigant – DNF
slalom – DNF
kombinacja – DNF
- Franz Heinzer

zjazd – 17. miejsce
supergigant – 15. miejsce
- Daniel Mahrer

zjazd – 12. miejsce
supergigant – DNF
- Peter Müller

zjazd – 
- Hans Pieren

gigant – 14. miejsce
slalom – DNF
- Pirmin Zurbriggen

zjazd – 
supergigant – 5. miejsce
gigant – 
slalom – 7. miejsce
kombinacja – DNF
Kobiety
- Chantal Bournissen

zjazd – 11. miejsce
- Michela Figini

slalom – DNF
- Beatrice Gafner

kombinacja – DNF
- Zoë Haas

supergigant – 7. miejsce
- Brigitte Oertli

zjazd – 
supergigant – 17. miejsce
slalom – DNF
kombinacja – 
- Corinne Schmidhauser

gigant – DNF
slalom – DNF
- Vreni Schneider

gigant – 
slalom – 
kombinacja – DNF
- Maria Walliser

zjazd – 4. miejsce
supergigant – 6. miejsce
gigant – 
kombinacja – 

### Skoki narciarskie
Mężczyźni
- Gérard Balanche

Skocznia normalna – 37. miejsce
Skocznia duża – 30. miejsce
- Christian Hauswirth

Skocznia normalna – 48. miejsce
Skocznia duża – 27. miejsce
- Christoph Lehmann

Skocznia normalna – 56. miejsce
Skocznia duża – 44. miejsce
- Fabrice Piazzini

Skocznia normalna – 17. miejsce
Skocznia duża – 43. miejsce
- Gérard Balanche
Christoph Lehmann
Fabrice Piazzini
Christian Hauswirth

Drużynowo – 8. miejsce